# Alexander Schleicher ASW 22
Dimensions

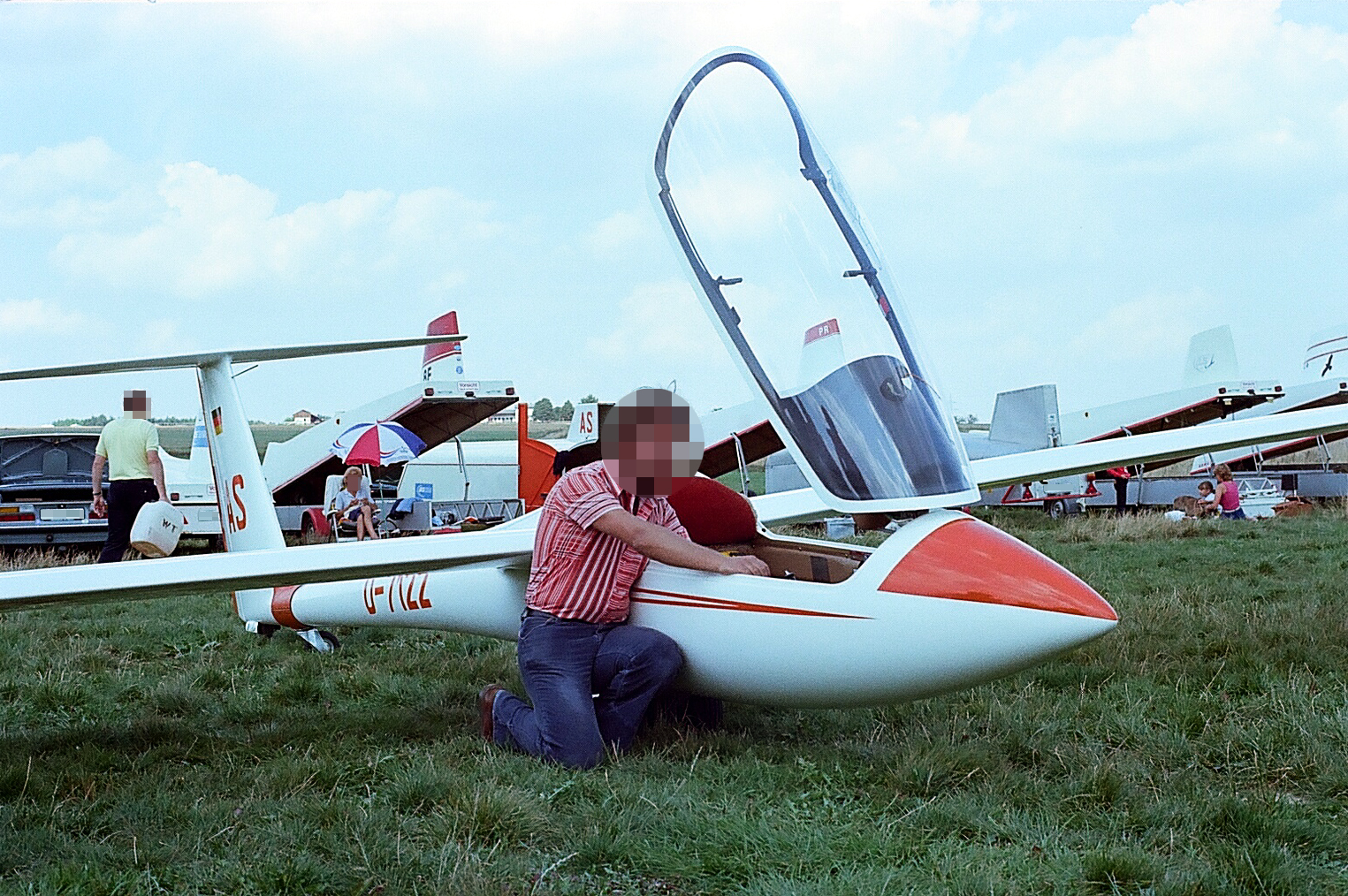
Prototype, Schleicher ASW 22, 1982

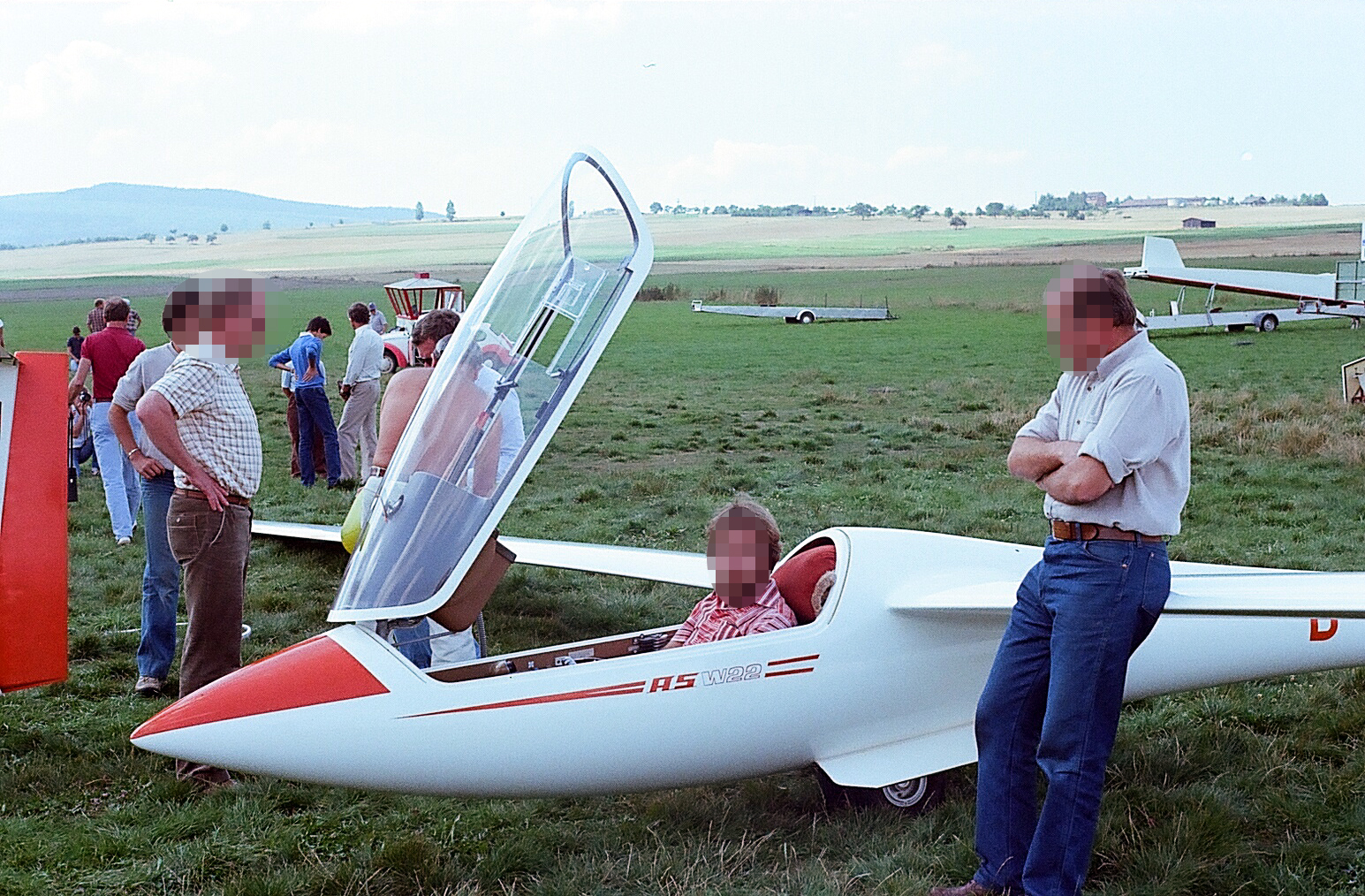
Schleicher ASW 22, 1982

L'Alexander Schleicher ASW 22 est un planeur allemand de Classe Libre, construit essentiellement à base de fibre de carbone et de Kevlar, dessiné par Gerhard Waibel. Ce monoplace, destiné à succéder à l'ASW 17, a effectué son premier vol le 8 juillet 1981.

## Description
La voilure est construite en 4 éléments, essentiellement en fibre de carbone, le fuselage et l’empennage dans un mélange de fibre de carbone et de kevlar. Aerofreins Schempp-Hirth d’extrados et parachute de freinage facilitent l’atterrissage, les panneaux intérieurs de voilure recevant des outres souples pour le ballast. Cet appareil repose sur 2 roues escamotables.

## Versions
- ASW 22 : Planeur de haute performance Classe Libre, 22 m d'envergure. 39 exemplaires construits. Ce planeur a permis à Hans Werner Grosse de porter le record de vitesse en circuit fermé sur 750 km à 158,41 km/h en 1985.
  - ASW 22M : Première version motorisé, équipée d'un Rotax 505A. Ce modèle fut rapidement retiré du catalogue, Rotax cessant la production du moteur.
  - AS 22-2 : Planeur biplace expérimental basé sur le ASW 22 avec un fuselage rallongé qui servit au développement de l'ASH 25.
- ASW 22B : Voilure portée à 25 m, section centrale de voilure modifiée, flaperons identiques à ceux de l’ASW-20. Soufflage de couche limite comme sur l’ASW-20B. L'ASW-22B remporta les deux premières places en Classe Libre durant les championnats du monde 1987 à Benalla, Australie, se classa premier à Uvalde, Texas, en 1991, puis à nouveau  premier et second en 1993, les championnats du monde se déroulant cette fois à Borlänge, Suède. 
  - ASW 22BE : Version à décollage autonome avec moteur Rotax 505A de 49 ch, le ballast étant réduit de 235 à 120 kg.
  - ASW 22BL : Envergure porté à 26,4 m avec des winglets.
  - ASW 22BLE : Version motorisée de l'ASW 22BL
  - ASW 22BLE 50R : Version à décollage autonome avec moteur Diamond Wankel de 50 ch, le Rotax 505A n'étant plus construit.

## Sources
- Alexander Schleicher GmbH & Co
- Sailplane Directory
- Simons M, Segelflugzeuge 1965-2000, Equip, 2004